# Svezia ai XX Giochi olimpici invernali
La Svezia partecipò ai XX Giochi olimpici invernali, svoltisi a Torino, Italia, dall'11 al 19 febbraio 2006, con una delegazione di 106 atleti impegnati in nove discipline.